# Christopher Hibler
Pour les articles homonymes, voir Hibler.
Christopher A. Hibler  (parfois  Chris Hibler) est un réalisateur américain né le 2 août 1942 et mort le 8 décembre 2010 à Los Angeles (Californie). Il est le fils de Winston Hibler et a travaillé comme son père, plusieurs années aux studios Disney.

## Biographie
En 1968, il rejoint le Studio Disney sur la production du film Le Cheval aux sabots d'or comme assistant réalisateur et y poursuit sa carrière jusqu'en 1976 date à laquelle il quitte Disney. 
Par la suite il participe comme réalisateur ou assistant réalisateur à de nombreuses séries télévisées comme Les Enquêtes de Remington Steele, Matlock, Code Quantum, Beverly Hills 90210 et Diagnostic : Meurtre

## Filmographie
- 1968 : Le Cheval aux sabots d'or, assistant réalisateur
- 1968 : Un amour de Coccinelle, assistant réalisateur
- 1969 : Un raton nommé Rascal, assistant réalisateur
- 1969 : Secrets of the Pirates' Inn (téléfilm), assistant réalisateur
- 1969 : L'Ordinateur en folie, assistant réalisateur
- 1970 : Du vent dans les voiles, assistant réalisateur
- 1971 : La Cane aux œufs d'or, assistant réalisateur
- 1971 : L'Apprentie sorcière, assistant réalisateur
- 1972 : Pas vu, pas pris, assistant réalisateur
- 1972 : 3 Étoiles, 36 Chandelles, assistant réalisateur
- 1973 : Charley et l'Ange, réalisateur second équipe
- 1974 : Un cowboy à Hawaï, réalisateur second équipe et producteur associé
- 1974 : Return of the Big Cat (téléfilm), réalisateur second équipe et producteur associé
- 1976 : Gus, producteur associé
- 1978 : Tête brûlée et pied tendre (Hot Lead and Cold Feet) de Robert Butler, coproducteur
- 1981 : Evita Peron (téléfilm), premier assistant réalisateur
- 1982 : Ralph Super-héros (série télévisée, 2 épisodes), premier assistant réalisateur
- 1982 : La Troisième Guerre mondiale (téléfilm), assistant réalisateur
- 1982-1987 : Les Enquêtes de Remington Steele (série télévisée), premier assistant réalisateur sur 23 épisodes (1982-1985), réalisateur sur 11 épisodes (1984-1987) et coproducteur sur 3 épisodes
- 1984 : Espion modèle (série télévisée), réalisateur
- 1984 : Les Branchés du Bahut, réalisateur second équipe
- 1986 : Les deux font la paire (série télévisée, 1 épisode), réalisateur
- 1986-1987 : Clair de lune (série télévisée, 1 épisode), réalisateur
- 1986-1995 : Matlock (série télévisée, 40 épisodes), réalisateur
- 1987 : Fatal Confession: A Father Dowling Mystery (téléfilm pilote de la série), réalisateur
- 1987-1991 : Le Père Dowling (série télévisée, 11 épisodes), réalisateur
- 1987-1992 : La loi est la loi (série télévisée, 2 épisodes), réalisateur
- 1989 : Campus Show (série télévisée, 1 épisode), réalisateur
- 1990 : Max Monroe (série télévisée, 2 épisodes), réalisateur
- 1991 : Les Sœurs Reed (série télévisée, 1 épisode), réalisateur
- 1992-1993 : Code Quantum (série télévisée, 4 épisodes), réalisateur
- 1992-1999 : Beverly Hills 90210 (série télévisée, 10 épisodes), réalisateur
- 1994 : L'Homme à la Rolls (série télévisée, 1 épisode), réalisateur
- 1994-2001 : Diagnostic : Meurtre (série télévisée, 31 épisodes), réalisateur
- 1995 : Deadly Games (série télévisée, 2 épisodes), réalisateur
- 1996-1997 : Code Lisa (série télévisée, 3 épisodes), réalisateur
- 2001 : Buffy contre les vampires (série télévisée, 1 épisode), réalisateur
- 2002 : A Town Without Pity (téléfilm), réalisateur